# Zay (jezik)
Zay jezik (zway, lak'i, laqi, gelilla; ISO 639-3: zwa), jezik etiopske podskupine semitskih jezika kojim govori preko 4 000 pripadnika malenog ribarskog naroda Zay ili Lak'i (Laqi), naseljenog na obalama jezera Zivaj i nekim otocima koji se nalaze na njemu. Ime Lak'i dali su im Oromci.
Populacija: 4 880 (1994 SIL).

## Vanjske poveznice
- Ethnologue (14th)
- Ethnologue (15th)